# Gmina Skørping
Gmina Skørping (duń. Skørping Kommune) jest jedną z gmin w Danii w okręgu północnej Jutlandii (Nordjyllands Amt). Siedzibą władz gminy jest Terndrup. Gmina Skørping została utworzona 1 kwietnia 1970 na mocy reformy podziału administracyjnego Danii. Kolejna reforma planowana jest na rok 2007.

## Dane liczbowe
- Liczba ludności: (♀ 4 947 + ♂ 4 888) = 9 835
  - wiek 0–6: 8,8%
  - wiek 7–16: 14,8%
  - wiek 17–66: 63,0%
  - wiek 67+: 13,5%
- zagęszczenie ludności: 41,3 osób/km²
- bezrobocie: 5,1% osób w wieku 17–66 lat
- cudzoziemcy z UE, Skandynawii i USA: 85 na 10.000 osób
- cudzoziemcy z krajów Trzeciego Świata: 181 na 10.000 osób
- liczba szkół podstawowych: 5 (liczba klas: 78)